# Araeoncus clavatus
Araeoncus clavatus is een spinnensoort in de taxonomische indeling van de hangmatspinnen (Linyphiidae).
Het dier behoort tot het geslacht Araeoncus. De wetenschappelijke naam van de soort werd voor het eerst geldig gepubliceerd in 1987 door Andrei V. Tanasevitch.